# Kurogane
Indústries Tokyū Kurogane (東急くろがね工業, Tōkyū Kurogane Kōgyō), o simplement Kurogane, va ser un dels primers fabricants d'automòbils del Japó. Kurogane va produir models des de 1926 fins al 1962, quan Maquinàries Nissan (日産工機, Nissan Kōki), una subsidiària de Nissan, va prendre el control de la companyia integrant aquesta empresa dins del conglomerat Nissan. El nom de la marca, "Kurogane" (くろがね o 鉄), és una veu japonesa antiga per a referir-se al ferro així com també un dels kanji del nom del fundador de l'empresa, Tetsuji Makita (蒔田鉄司). L'empresa va continuar amb el nom de Maquinàries Nissan fins al 1985 i, treballant per separat com a Nissan Techno fins al 2006 produint i desenvolupant tots els motors contemporanis de Nissan.
La Kurogane té els seus orígens en la xicoteta empresa Shūkōsha (秀工舎), fundada per Tetsuji Makita el 1917 i que produïa peces per a bicicletes i motocicletes. Makita va deixar l'empresa el 1918 per tal de treballar amb Junya Toyokawa a la companyia de ferro d'aquest últim, la Hakuyosha (白楊社), la qual produïa l'automòbil Otomo i que per a l'any 1927 ja havia fabricat 300 unitats. La companyia va entrar activament en el mercat de l'automòbil a la dècada de 1920 i, l'any 1932, es va fusionar amb Automòbils Japó (Nihon Jidōsha), subsidiària aquesta del zaibatsu Ōkura, canviant el nom de l'empresa a Companyia de Motors de Combustió Interna del Japó. La companyia va produir cotxes, motocicletes i tricicles motoritzats sota la marca Kurogane per a l'Exèrcit Imperial Japonès a Ōmori, a Ōta, Tòquio. Quan el zaibatsu va ser dissolt per les autoritats d'ocupació després de la Segona Guerra Mundial, la Kurogane fou assignada amb els romanents de l'antic zaibatsu Nissan. Kurogane, com moltes altres indústries japoneses va prosperar proveint de material de guerra a l'exèrcit dels EUA durant la guerra de Corea, però quan aquesta va acabar el 1953, el país entrà en una lleugera recessió que patiren especialment les xicotetes companyies. L'any 1957, Kurogane va absorbir l'empresa automobilística Ohta. El 1959, Kurogane va esdevindre part del grup Tōkyū com a fabricant de tot tipus d'automòbils, especialment comercials, fins que Nissan va prendre el control de Kurogane.

## Models

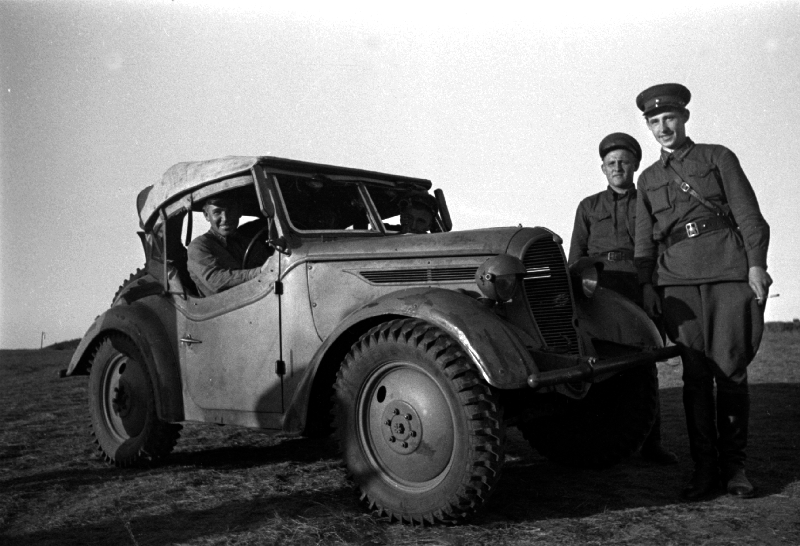
Kurogane 95 (1936-44)
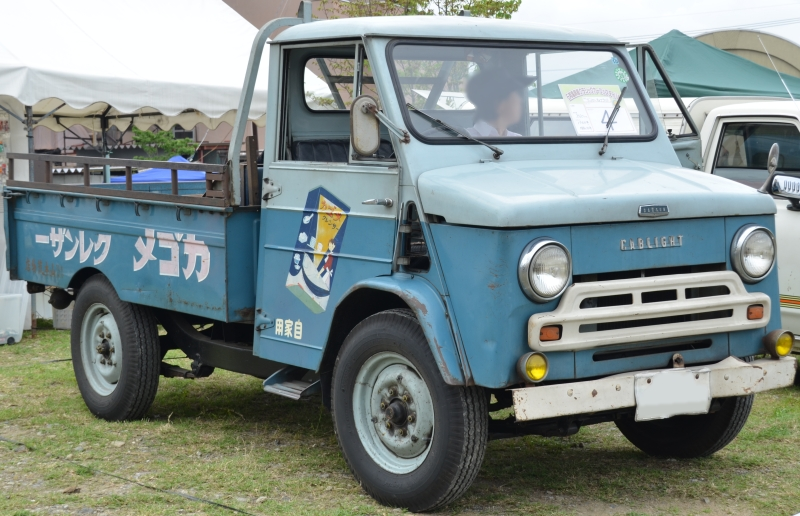
Kurogane Mighty (1957-62)
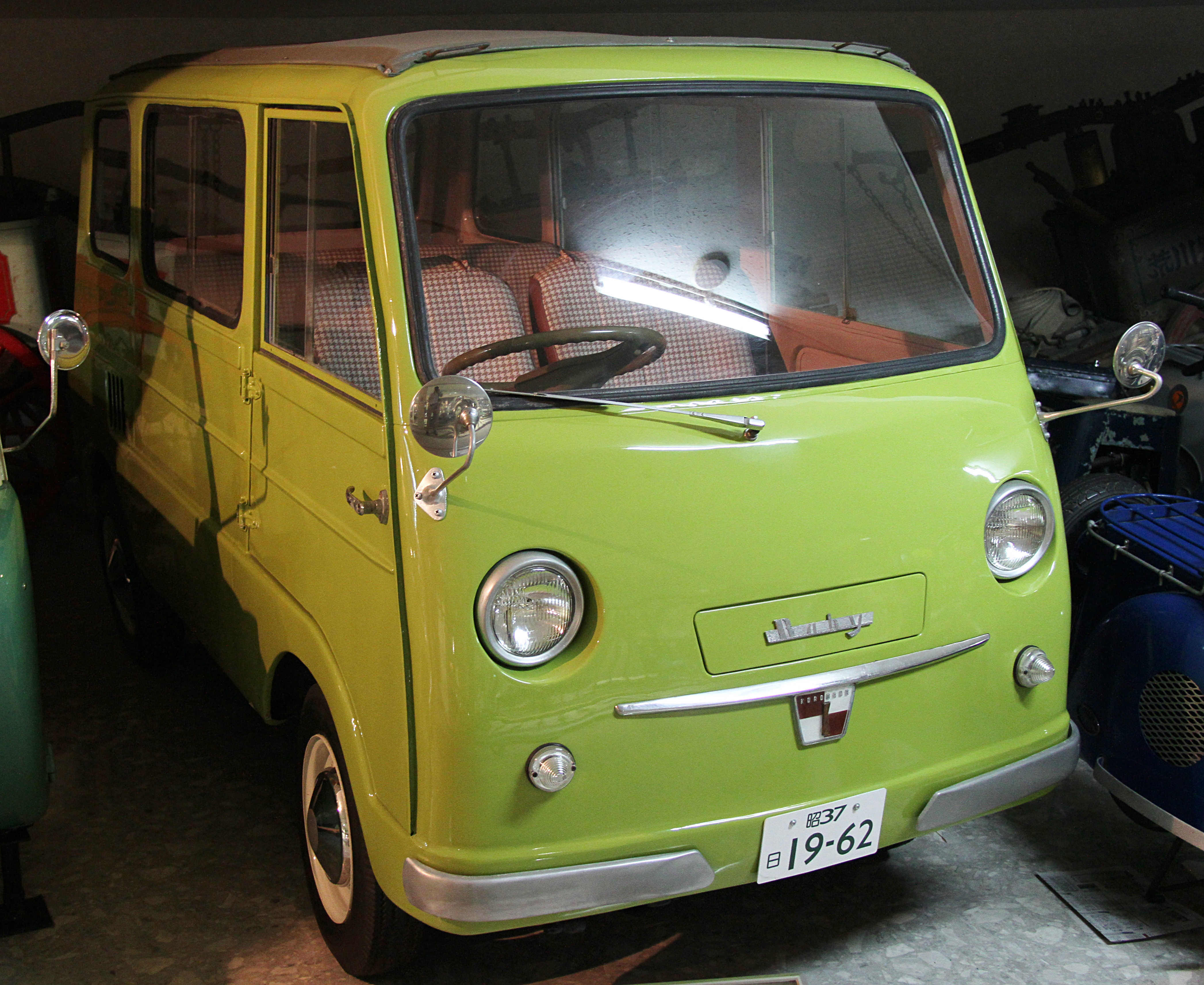
Kurogane Baby (1960-62)